# CI Games
CI Games SE (wcześniej City Interactive) – polskie przedsiębiorstwo z siedzibą w Warszawie, zajmujące się produkcją, wydawaniem i dystrybucją gier komputerowych.

## Historia
City Interactive powstało w 2003 roku na bazie wydawcy gier komputerowych Lemon Interactive oraz studiów deweloperskich We Open Eyes i Tatanka. W lutym 2007 roku przyłączono polskie studio Detalion, zajmujące się tworzeniem gier przygodowych. 30 listopada 2007 roku City Interactive zadebiutowało na giełdzie papierów wartościowych w Warszawie. W sierpniu 2013 roku spółka zmieniła nazwę z City Interactive na CI Games.
Spółka rozpoczęła działalność seryjną produkcją tanich gier z gatunku first-person shooter (Terrorist Takedown, Mortyr III: Akcje dywersyjne, Mortyr: Operacja Sztorm oraz Rajd na Berlin: Cień Stalingradu). W miarę działalności rozszerzyło działalność o tworzenie gier z innych gatunków (gra przygodowa Art of Murder, zręcznościowe gry lotnicze Wings of Honour i Combat Wings). Kolejne dzieło studia, Sniper: Ghost Warrior, sprzedało się w liczbie ponad 1 miliona egzemplarzy. CI Games dystrybuuje także gry niezależne, takie jak BreakQuest, World of Goo i Braid.

## Wydane i wyprodukowane gry
Źródło: Gry-Online:
| Rok  | Tytuł                                                  |
| ---- | ------------------------------------------------------ |
| 2003 | Chickenator                                            |
| 2003 | Druga Wojna Światowa: Eskadra Orłów                    |
| 2003 | Smash up Derby                                         |
| 2003 | Wings of Honour                                        |
| 2004 | II wojna światowa: Rajd na Berlin                      |
| 2004 | Terrorist Takedown: Konflikt na Bliskim Wschodzie      |
| 2004 | Starmageddon 2                                         |
| 2004 | Armies of Exigo                                        |
| 2005 | II wojna światowa: Rajd na Berlin: Oblężenie           |
| 2005 | Combat Wings                                           |
| 2005 | Jet Storm                                              |
| 2005 | Terrorist Takedown: Payback                            |
| 2006 | Combat Wings: Bitwa o Anglię                           |
| 2006 | Terrorist Takedown: Tajne Operacje                     |
| 2006 | Terrorist Takedown: Wojna w Kolumbii                   |
| 2006 | Wings of Honour: Battles of the Red Baron              |
| 2007 | Art of Murder: Sztuka Zbrodni                          |
| 2007 | Beauty Factory                                         |
| 2007 | Code of Honor: Francuska Legia Cudzoziemska            |
| 2007 | The Hell in Vietnam                                    |
| 2007 | Mortyr III: Akcje dywersyjne                           |
| 2007 | Redneck Kentucky i Nowa Generacja Kurek                |
| 2007 | Snajper: Sztuka zwyciężania                            |
| 2007 | Terrorist Takedown 2                                   |
| 2008 | Chronicles of Mystery: Rytuał Skorpiona                |
| 2008 | Code of Honor 2: Łańcuch krytyczny                     |
| 2008 | Mortyr: Operacja Sztorm                                |
| 2008 | The Royal Marines Commando                             |
| 2008 | SAS: Secure Tomorrow                                   |
| 2009 | Art of Murder: Klątwa Lalkarza                         |
| 2009 | Brain College: Mary Celeste                            |
| 2009 | Brain College: Tropical Lost Island                    |
| 2009 | Chronicles of Mystery: Drzewo Życia                    |
| 2009 | Chronicles of Mystery: Curse of the Ancient Temple     |
| 2009 | Code of Honor 3: Stan nadzwyczajny                     |
| 2009 | I Love Beauty: Hollywood Makeover                      |
| 2009 | Logic Machines                                         |
| 2009 | Najemnicy                                              |
| 2009 | Rajd na Berlin: Cień Stalingradu                       |
| 2009 | Wolfschanze 2                                          |
| 2010 | Alcatraz: In the Harm’s Way                            |
| 2010 | Art of Murder: Karty Przeznaczenia                     |
| 2010 | Art of Murder: Tajne Akta                              |
| 2010 | Chronicles of Mystery: Legenda Świętego Skarbu         |
| 2010 | Combat Zone: Special Forces                            |
| 2010 | Crime Lab: Body of Evidence                            |
| 2010 | Farm Frenzy: Animal Country                            |
| 2010 | Redneck Chicken Riot                                   |
| 2010 | Sniper: Ghost Warrior                                  |
| 2010 | Terrorist Takedown 3                                   |
| 2010 | Vampire Moon: The Mystery of the Hidden Sun            |
| 2011 | Art of Murder: Zabójcze Sekrety                        |
| 2011 | Chronicles of Mystery: Tajemnica Zaginionego Królestwa |
| 2011 | Jewels of the Ages                                     |
| 2011 | Murder in Venice                                       |
| 2012 | Combat Wings: The Great Battles of World War II        |
| 2012 | Dogfight 1942                                          |
| 2013 | Alien Rage                                             |
| 2013 | Sniper: Ghost Warrior 2                                |
| 2014 | Enemy Front                                            |
| 2014 | Lords of the Fallen                                    |
| 2017 | Sniper: Ghost Warrior 3                                |
| 2019 | Sniper: Ghost Warrior Contracts                        |
| 2020 | Röki                                                   |
| 2021 | Sniper: Ghost Warrior Contracts 2                      |
| 2023 | Lords of the Fallen (2023)                             |